# Predrag Šustar
Predrag Šustar (ur. 11 marca 1970 w Rijece) – chorwacki naukowiec i polityk, nauczyciel akademicki, w 2016 minister nauki, edukacji i sportu.

## Życiorys
Odbył służbę wojskową w Sarajewie. Ukończył bioinżynierię na Uniwersytecie w Zagrzebiu. Kształcił się następnie na Uniwersytecie w Pizie i na Uniwersytecie w Padwie, gdzie w 1999 został absolwentem filozofii. Był stypendystą Programu Fulbrighta na Columbia University. Doktoryzował się w 2003. Po doktoracie podjął pracę na Uniwersytecie w Rijece, w latach 2009–2015 pełnił funkcję dziekana wydziału filozofii tej uczelni.
W 2013 bez powodzenia ubiegał się o urząd burmistrza Rijeki z ramienia ugrupowania Chorwaccy Laburzyści – Partia Pracy. W listopadzie tego samego roku wstąpił do Chorwackiej Wspólnoty Demokratycznej.
W styczniu 2016 z rekomendacji HDZ objął urząd ministra nauki, edukacji i sportu w rządzie Tihomira Oreškovicia. Zakończył urzędowanie wraz z całym gabinetem w październiku 2016.